# ゴタルゼス1世
ゴタルゼス1世（Gotarzes I、パルティア語: 𐭂𐭅𐭕𐭓𐭆 Gōtarz,古代ギリシャ語: Γωτάρζης Gōtarzēs、在位：紀元前91年 - 紀元前81年/80年）は、アルサケス朝パルティア王国の王。ミトラダテス2世の治世末期頃からバビロニア地方を支配し、「諸総督の総督」を名乗った。

## 生涯
生まれはおそらくアルサケス家ではない。
ミトラダデス2世治世下で、バビロニア総督に任命された。当時のパルティアでは領土拡大に伴い、属州に法外な権力を与えており、ゴタルゼスもバビロニア総督でありながら、王に匹敵する権力を持ち合わせ、「諸総督の総督」と称していた。これはベヒストゥンの岩にミトラダデス2世が刻ませた浮彫に記されており、ゴタルゼスの他にコファサテス、監督者ミトラテスといった総督の名も刻まれている。
バビロン出土の粘土板によると、紀元前91年初めに、ゴタルゼスという名のパルティア王が登場する。かつて諸総督の総督と称していたゴタルゼスがついに王位を僭称し、独立を果たしたとされる。
紀元前87年頃、ミトラダデス2世が没すると、ゴタルゼス1世はそれまでバビロニアを統治する対立王にすぎなかったが、単独でパルティアの王となることができた。ほぼ同時期に、ミトラダデス2世の死によって彼と友人であり同盟者であったアルメニア王ティグラネス2世は「七十ヵ所の渓谷」とメソポタミア北部を征服し、「諸王の王」を名乗る。ゴタルゼス1世のバビロニア支配は紀元前81年あるいは80年まで続いた。粘土板にはゴタルゼス1世に代わってオロデス1世が登場する。

## 参考資料
- ニールソン・C・デベボイス（訳：小玉新次郎、伊吹寛子）『パルティアの歴史』（山川出版社、1993年、ISBN 4634658607）